# Campeonato manomanista de promoción 2018
El Campeonato manomanista de promoción 2018, competición de pelota vasca en la variante de pelota mano profesional de segunda categoría, que se disputó en el año 2018. Estuvo organizada por la LEPM (Liga de Empresas de Pelota Mano), compuesta por las dos principales empresas dentro del ámbito profesional de la pelota mano, Asegarce y ASPE. Joanes Bakaikoa se proclamó campeón derrotando en la final a Jon Erasun.

## Pelotaris
| - Pelotaris de Asegarce: - Asier Agirre (1/8) - Joanes Bakaikoa (1/4) - Jon Erasun (1/8) - Gorka Esteban (1/4) - Jon Ander Peña (1/8) - Beñat Urretabizkaia (1/8) |  | - Pelotaris de ASPE: - Xabier Erostarbe (1/4) - Peio Etxeberria (1/4) - Darío Gómez (1/4) - Andoni Ugalde (1/4) |

## Octavos de final
| Fecha    | Frontón y localidad             | Rojo    | Azul             | Tanteo |
| -------- | ------------------------------- | ------- | ---------------- | ------ |
| 14/04/18 | Frontón Labrit, Pamplona        | Agirre  | Erasun           | (1)    |
| 14/04/18 | Frontón Municipal, Icazteguieta | Peña II | Urretabizkaia II | 6-22   |

(1) Suspendido por lesión de Asier Agirre

## Cuartos de final
| Fecha    | Frontón y localidad              | Rojo             | Azul         | Tanteo |
| -------- | -------------------------------- | ---------------- | ------------ | ------ |
| 27/04/18 | Frontón Municipal, Vergara       | Darío            | Bakaikoa     | 16-22  |
| 28/04/18 | Frontón Labrit, Pamplona         | Urretabizkaia II | P.Etxeberria | 22-4   |
| 29/04/18 | Frontón Astelena, Éibar          | Gorka            | Erostarbe    | 22-13  |
| 1/05/18  | Frontón Atano III, San Sebastián | Ugalde           | Erasun       | 21-22  |

## Semifinales
| Fecha    | Frontón y localidad             | Rojo   | Azul             | Tanteo |
| -------- | ------------------------------- | ------ | ---------------- | ------ |
| 05/05/18 | Frontón Jai Alai, Orduña        | Gorka  | Bakaikoa         | 16-22  |
| 06/05/18 | Frontón Municipal, Icazteguieta | Erasun | Urretabizkaia II | 22-16  |

## Tercer y cuarto puesto
| Fecha    | Frontón y localidad                            | Rojo  | Azul             | Tanteo |
| -------- | ---------------------------------------------- | ----- | ---------------- | ------ |
| 11/05/18 | Frontón Municipal, Santo Domingo de la Calzada | Gorka | Urretabizkaia II | 19-22  |

## Final
| Fecha    | Frontón y localidad      | Rojo   | Azul     | Tanteo |
| -------- | ------------------------ | ------ | -------- | ------ |
| 19/05/18 | Frontón Labrit, Pamplona | Erasun | Bakaikoa | 17-22  |

- Datos: Q51881602